# Józef Witosławski
Józef Witosławski z Witosławic herbu Nieczuja (ur. ok. 1750, zm. ok. 1820) –  poseł na Sejm Czteroletni 1788–1792 z województwa podolskiego, marszałek szlachty podolskiej 1799–1802.
Syn Antoniego Witosławskiego i Anny Odrzywolskiej. Bratanek oboźnego polnego koronnego Ignacego Witosławskiego. Mąż Heleny Raciborowskiej, ojciec Kajetana, Tekli i Edwarda Witosławskiego. 
Około 1810 wydał córkę za Feliksa Macieja Dulskiego zostawiając jej w posagu 50 000 zł.
W latach 1799–1802 sprawował urząd marszałka gubernialnego szlachty podolskiej. 